# Jacob Gerritsz. Cuyp

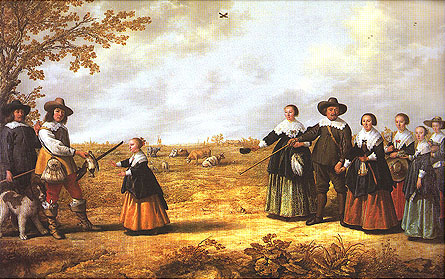
Jacob Gerritsz Cuyp and Aelbert Cuyp, Portret van een familie in een landschap, 1641

Jacob Gerritsz. Cuyp of Jacob Gerritz. Cuyp (Dordrecht, december 1594 – aldaar, 1652) was een veelzijdig Nederlands kunstschilder en illustrator.

## Biografie
Zijn vader was Gerrit Gerritsz. Cuyp, een glasschrijver en glazenmaker. In 1617 trad hij toe tot het schildersgilde; het jaar daarop trouwde hij met een vrouw uit Utrecht. Jacob was in de leer bij de Utrechtse schilder Abraham Bloemaert en Utrechtse invloeden zijn in zijn werk aantoonbaar. In 1625 was hij tijdelijk werkzaam in Amsterdam. Jacob werd diaken en ouderling bij de Waalse gemeente in Dordrecht. In 1637 werd hij boekhouder en hoofdman van het Sint-Lucasgilde. In 1642 richtte hij een eigen kunstenaarsgenootschap op.
Hij leerde zijn halfbroer Benjamin (1612 - 1652) en zijn zoon Aelbert Cuyp (1620 - 1691) schilderen. Later schilderden vader en zoon ook samen. Een andere en beroemde leerling was Ferdinand Bol.

## Musea

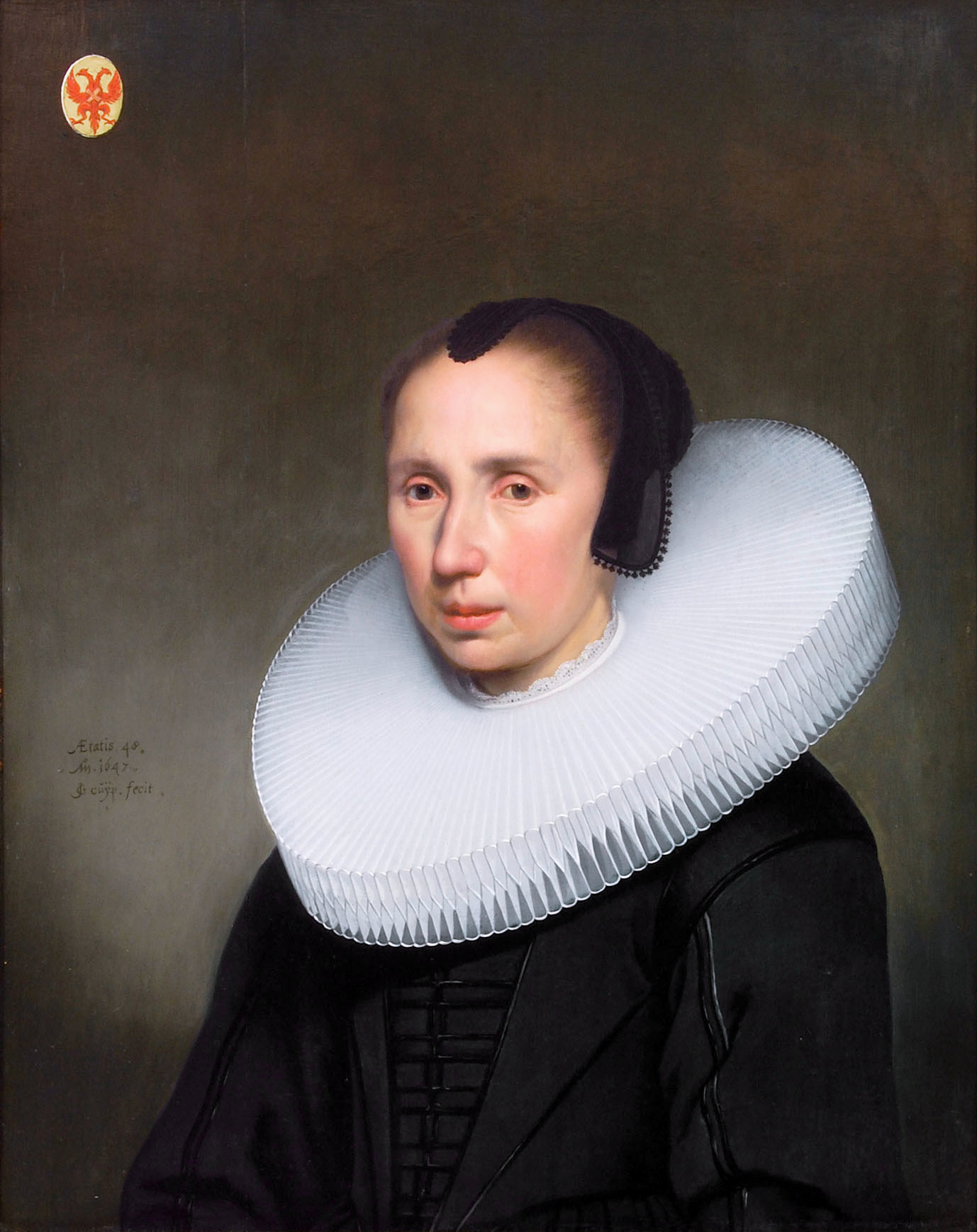
Emerentia van Driel (1647) in het Dordrechts Museum

De werken van Jacob Cuyp bevinden zich in diverse musea, onder andere in:
- Rusland: de Hermitage in Sint-Petersburg
- Australië: de National Gallery of Australia in Canberra
- Verenigde Staten: de Harvard University Art Museums in Massachusetts
- Frankrijk: Le Musée Ingres in Montauban
- Israël: Israel Museum in Jeruzalem.

In Nederland bezit het Dordrechts Museum een aantal doeken van Jacob Cuyp.

## Schilderijen
In de collectie van het Dordrechts Museum bevinden zich de stukken Portret van Michiel Pompe van Slingelandt (1649), Tulpen (1638) en Herderin met kind in een landschap (1627). Het laatste werk werd in 2006 gerestaureerd: daarbij is de bovenste strook, die later was bijgeschilderd, weggenomen. Dit gedeelte is echter wel bewaard gebleven.

## Schilderstijl
De werken van Jacob Gerritsz. Cuyp behoren tot de Barokke schilderkunst. Hij behoort ook tot de Oude Hollandse meesters uit de 17e eeuw. Hij maakte een groot aantal portretten, waaronder veel kinderportretten. Daarnaast schilderde Jacob Gerritsz. Cuyp historiestukken, stillevens en genrestukken. Lange tijd heeft Jacob vooral gegolden als de vader van de beroemde Aelbert; tegenwoordig wordt hij meer om zijn eigen verdiensten beoordeeld.